# Norrsjön (Almunge socken, Uppland, 663974-162291)
Norrsjön är en sjö i Uppsala kommun i Uppland och ingår i Norrströms huvudavrinningsområde. Sjön har en area på 0,261 kvadratkilometer och ligger 11 meter över havet. Vid provfiske har bland annat abborre, asp, björkna och braxen fångats i sjön.

## Delavrinningsområde
Norrsjön ingår i det delavrinningsområde (663649-162189) som SMHI kallar för Mynnar i Långsjön. Medelhöjden är 29 meter över havet och ytan är 35,79 kvadratkilometer. Det finns inga avrinningsområden uppströms utan avrinningsområdet är högsta punkten. Vattendraget som avvattnar avrinningsområdet har biflödesordning 4, vilket innebär att vattnet flödar genom totalt 4 vattendrag innan det når havet efter 117 kilometer. Avrinningsområdet består mestadels av skog (80 procent) och jordbruk (13 procent). Avrinningsområdet har 0,33 kvadratkilometer vattenytor vilket ger det en sjöprocent på 0,9 procent.

## Fisk
Vid provfiske har följande fisk fångats i sjön:
- Abborre
- Asp
- Björkna
- Braxen
- Gärs
- Löja
- Mört
- Sarv
- Gädda